# European Super League 2019
La European Super League 2019 è la 1ª edizione dell'omonimo torneo di football americano. Il torneo è composto dal campionato polacco e dalla Eastern European Superleague 2019, le cui squadre campioni si sfidano nella finale ESL.

## Squadre partecipanti
| Pr. | Squadra         | Città | Data di qualificazione | Qualificata in quanto   |
| --- | --------------- | ----- | ---------------------- | ----------------------- |
| 1   | TBD             |       | 2019                   | Vincitori della Topliga |
| 2   | Moscow Spartans | Mosca | 13 luglio 2019         | Vincitori della EESL    |

## I ESL Superfinal
| 20 luglio 2019 | TBD | – | Moscow Spartans |  |